# Drepanophiletis siderosticta
Drepanophiletis siderosticta là một loài bướm đêm trong họ Noctuidae.